# M82 X-1
M82 X-1 (również X41.4+60) – potencjalna czarna dziura o masie pośredniej znajdująca się w galaktyce Messier 82. Została odkryta w 2004 roku a potwierdzona w 2006 roku przez satelitę Rossi X-ray Timing Explorer. Ponieważ co 62 dni następuje wzrost i spadek promieniowania rentgenowskiego oznacza to, że wokół M82 X-1 orbituje gwiazda towarzysząca o bardzo małej gęstości.
M82 ULX-1 (ang. Ultra-Luminous X-ray source) znajduje się w odległości około 600 lat świetlnych od centrum M82. Jej masa mieści się w zakresie od 200 do 800 mas Słońca. Ponieważ jest ona pochylona pod kątem pomiędzy 60° a 80° względem obserwatora na Ziemi, jej dysk akrecyjny obserwuje się prawie dokładnie z boku. Jednak efekty relatywistyczne szybko wirującej czarnej dziury powodują, że dysk widziany pod tak ostrym kątem jest prawie tak samo jasny jakby był widziany z góry.